# Elka de Levie
Elka de Levie (Amesterdã, 21 de novembro de 1905 – Amesterdã, 29 de dezembro de 1979) foi uma ginasta neerlandesa, que conquistou uma medalha de ouro junto com a seleção neerlandesa nos Jogos Olímpicos de Verão de 1928, em Amesterdã.

## Carreira olímpica
Elka de Levie integrou a seleção neerlandesa campeã olímpica por equipes femininas nos jogos Olímpicos de Verão de 1928, conquistando a medalha de ouro com 316.75 de pontuação total.

## Falecimento
Tais como outras integrantes de sua equipe (Lea Nordheim, Ans Polak, Judikje Simons, Estella Agsteribbe) e seu treinador Gerrit Kleerekoper, Elka de Levie era judia e foi deportada durante a Segunda Guerra Mundial. No entanto, foi a única integrante judia que sobreviveu ao holocausto.
Em 31 de outubro de 1929, casou-se com Andries Abraham Boas, com quem teve duas filhas, mas o casal se divorciou em 20 de abril de 1943. Ela e suas duas filhas sobreviveram à Segunda Guerra Mundial ao se esconderem. Elka de Levie morreu no anonimato em Amsterdã no dia 29 de dezembro de 1979.

## Leituras posteriores
- Brouwer, Erik (2010). «De Moord op een Gouden Turnploeg». In:  van Liempt, Ad; Luitzen, Jan. Sport in de Oorlog (em neerlandês). [S.l.]: L.J. Veen. pp. 29–58. ISBN 978-90-204-1936-8